# Финляндия на зимних Олимпийских играх 1992
На Зимних Олимпийских играх 1992 года Финляндию представляло 62 спортсмена (49 мужчин и 13 женщин), выступивших в 8 видах спорта. Они завоевали 3 золотых, 1 серебряную и 3 бронзовых медали, что вывело финскую сборную на 8-е место в неофициальном командном зачёте.

## Медалисты
| Медаль  | Спортсмен                                                     | Вид спорта         | Дисциплина                    |
| ------- | ------------------------------------------------------------- | ------------------ | ----------------------------- |
| Золото  | Марьют Луккаринен                                             | Лыжные гонки       | Женщины, 5 км                 |
| Золото  | Тони Ниеминен                                                 | Прыжки с трамплина | Мужчины, большой трамплин     |
| Золото  | Тони Ниеминен Ари-Пекка Никкола Ристо Лаакконен Мика Лайтинен | Прыжки с трамплина | Мужчины, командное первенство |
| Серебро | Марьют Луккаринен                                             | Лыжные гонки       | Женщины, 15 км                |
| Бронза  | Харри Элоранта                                                | Биатлон            | Мужчины, 10 км                |
| Бронза  | Яри Исомется Харри Кирвесниеми Мика Куусисто Яри Рясянен      | Лыжные гонки       | Мужчины, эстафета             |
| Бронза  | Тони Ниеминен                                                 | Прыжки с трамплина | Мужчины, малый трамплин       |